# Pseudorinelepis genibarbis
Pseudorinelepis genibarbis är en fiskart som först beskrevs av Valenciennes, 1840.  Pseudorinelepis genibarbis ingår i släktet Pseudorinelepis och familjen Loricariidae. Inga underarter finns listade i Catalogue of Life.